# ISO 3166-2:SY
کد ISO 3166-2:SY بخشی از استاندارد ایزو ۳۱۶۶ برای کشور سوریه است که توسط سازمان بین‌المللی استانداردسازی ISO تنظیم شده‌است این سازمان، کدهای استاندارد را برای تقسیمات کشوری (ایالت‌ها یا استان‌های) کشورهای فهرست شده در استاندارد ایزو ۳۱۶۶-۱ تعریف می‌کند.
هر کد شامل دو بخش می‌گردد که توسط علامت - جدا می‌گردند.
- بخش نخست SY که در ایزو ۳۱۶۶-۱ آلفا-۲ کد کشور سوریه است.
- بخش دوم شامل یک یا دو یا سه حرف است که بیان کننده استان یا ایالت کشور سوریه می‌باشد.

## کدها
| کدها  | Governatorato  |
| ----- | -------------- |
| SY-HA | حسکه           |
| SY-LA | استان لاذقیه   |
| SY-QU | استان قنیطره   |
| SY-RA | استان رقه      |
| SY-SU | استان سویدا    |
| SY-DR | استان درعا     |
| SY-DY | استان دیرالزور |
| SY-DI | استان دمشق     |
| SY-HL | استان حلب      |
| SY-HM | استان حمات     |
| SY-HI | استان حمص      |
| SY-ID | استان ادلب     |
| SY-RD | استان ریف دمشق |
| SY-TA | استان طرطوس    |